# Tour d'Allemagne 2004
Le Tour d'Allemagne 2004 est la 28e édition de cette course cycliste par étapes. Elle s'est déroulée du 31 mai au 6 juin. Elle est remportée par l'Allemand Patrik Sinkewitz, de l'équipe Quick Step-Davitamon.

## Les étapes
| Étape     | Date     | Villes étapes                                      | Distance (km) | Vainqueur d'étape | Leader du classement général |
| 1re étape | 31 mai   | Karlsruhe - Karlsruhe                              | 23,7 (clm)    | Michael Rich      | Michael Rich                 |
| 2e étape  | 1er juin | Bad Urach - Wangen im Allgäu                       | 172,5         | Tom Boonen        | Michael Rich                 |
| 3e étape  | 2 juin   | Wangen im Allgäu - St. Anton am Arlberg (Autriche) | 166,6         | Patrik Sinkewitz  | Patrik Sinkewitz             |
| 4e étape  | 3 juin   | Bad Tölz - Landshut                                | 181,4         | Sébastien Hinault | Patrik Sinkewitz             |
| 5e étape  | 4 juin   | Kelheim - Kulmbach                                 | 192,2         | Allan Davis       | Patrik Sinkewitz             |
| 6e étape  | 5 juin   | Kulmbach - Oberwiesenthal                          | 186           | Francisco Mancebo | Patrik Sinkewitz             |
| 7e étape  | 6 juin   | Chemnitz - Leipzig                                 | 173,3         | Tom Boonen        | Patrik Sinkewitz             |

## Équipes participantes
Seize équipes participent au Tour d'Allemagne.
| - Quick Step-Davitamon - Rabobank - Team CSC - T-Mobile Team |  | - Lotto-Domo - Gerolsteiner - AG2R Prévoyance - Illes Baléars-Banesto |  | - Saeco - Crédit agricole - Liberty Seguros - Bankgiroloterij |  | - Domina Vacanze - Barloworld - ED' System-ZVVZ - Wiesenhof |

## Classements

### Classement général
|     | Cycliste                  | Équipe                | Temps               |
| --- | ------------------------- | --------------------- | ------------------- |
| 1er | Patrik Sinkewitz          | Quick Step-Davitamon  | en 26 h 17 min 12 s |
| 2e  | Jens Voigt                | Team CSC              | + 18 s              |
| 3e  | Jan Hruška                | Liberty Seguros       | + 23 s              |
| 4e  | Igor González de Galdeano | Liberty Seguros       | + 28 s              |
| 5e  | Francisco Mancebo         | Illes Baléars-Banesto | + 54 s              |
| 6e  | Andreas Klöden            | T-Mobile              | + 57 s              |
| 7e  | Jan Ullrich               | T-Mobile              | + 59 s              |
| 8e  | José Iván Gutiérrez       | Illes Baléars-Banesto | + 1 min 47 s        |
| 9e  | Davide Rebellin           | Gerolsteiner          | + 2 min 12 s        |
| 10e | Sergio Marinangeli        | Domina Vacanze        | + 2 min 18 s        |

### Classements annexes
| Pos | Coureur      | Pays      | Équipe          | Pts |
| --- | ------------ | --------- | --------------- | --- |
|     | Danilo Hondo | Allemagne | Gerolsteiner    | 86  |
| 2   | Allan Davis  | Australie | Liberty Seguros | 74  |
| 3   | Jens Voigt   | Allemagne | Team CSC        | 68  |

| Pos | Coureur           | Pays      | Équipe                | Pts |
| --- | ----------------- | --------- | --------------------- | --- |
|     | Patrik Sinkewitz  | Allemagne | Quick Step-Davitamon  | 22  |
| 2   | Francisco Mancebo | Espagne   | Illes Baléars-Banesto | 18  |
| 3   | Lubor Tesař       | Tchéquie  | Ed' System-ZVVZ       | 15  |

#### Classement par équipes
| Pos | Pays                  | Équipe    | Temps            |
| --- | --------------------- | --------- | ---------------- |
|     | T-Mobile              | Allemagne | 78 h 56 min 16 s |
| 2   | Illes Baléars-Banesto | Espagne   | + 6 s            |
| 3   | Gerolsteiner          | Allemagne | + 4 min 55 s     |